# Episodi di American Dad! (diciassettesima stagione)
La diciassettesima stagione di American Dad! è stata trasmessa negli Stati Uniti su TBS di cui il primo episodio è stato trasmesso il 13 aprile 2020 , mentre gli episodi successivi sono andati in onda gradualmente dal 4 maggio 2020 al 21 dicembre 2020.
In Italia è stata trasmessa su Italia 1 dall'8 al 29 giugno 2021 alle 15:00 circa, saltando momentaneamente gli episodi 3, 5, 14, 18, 21 e 22 (a tema natalizio), che sono stati trasmessi dal 20 marzo al 24 aprile 2023 su Italia 2.
L'intera stagione è stata resa disponibile in streaming su Disney+ il 1º giugno 2022 in lingua originale sottotitolata e dal 21 luglio 2022 con doppiaggio italiano.
| N° | Codice di produzione | Titolo originale                       | Titolo italiano                       | Prima TV USA                                     | Prima TV Italia                                    |
| -- | -------------------- | -------------------------------------- | ------------------------------------- | ------------------------------------------------ | -------------------------------------------------- |
| 1  | EAJN01               | 100 Years a Solid Fool                 | Il giorno dell'idiota                 | 13 aprile 2020                                   | 8 giugno 2021                                      |
| 2  | EAJN15               | A Starboy is Born                      | Starboy                               | 4 maggio 2020                                    | 9 giugno 2021                                      |
| 3  | EAJN02               | Tapped Out                             | Prosciugato                           | 11 maggio 2020                                   | 21 luglio 2022 (Disney+) 20 marzo 2023 (Italia 2)  |
| 4  | EAJN03               | Brave N00b World                       | Una giornata con papà                 | 18 maggio 2020                                   | 10 giugno 2021                                     |
| 5  | EAJN04               | Into the Woods                         | Nel bosco                             | 25 maggio 2020                                   | 21 luglio 2022 (Disney+) 27 marzo 2023 (Italia 2)  |
| 6  | EAJN06               | One Fish, Two Fish                     | Un pesce, due pesci                   | 1º giugno 2020                                   | 11 giugno 2021                                     |
| 7  | EAJN07               | Exquisite Corpses                      | Cadaveri squisiti                     | 8 giugno 2020                                    | 14 giugno 2021                                     |
| 8  | EAJN10               | Trophy Wife, Trophy Life               | Moglie trofeo, vita da trofeo         | 15 giugno 2020                                   | 15 giugno 2021                                     |
| 9  | EAJN09               | Game Night                             | Game Night                            | 22 giugno 2020                                   | 16 giugno 2021                                     |
| 10 | EAJN11               | American Data?                         | Dati americani?                       | 29 giugno 2020                                   | 17 giugno 2021                                     |
| 11 | EAJN12               | Salute Your Sllort                     | La studentessa svedese                | 6 luglio 2020                                    | 18 giugno 2021                                     |
| 12 | EAJN13               | Ghost Dad                              | Papà è un fantasma                    | 13 luglio 2020                                   | 21 giugno 2021                                     |
| 13 | EAJN14               | Men II Boyz                            | Il matrimonio di Klaus                | 20 luglio 2020                                   | 22 giugno 2021                                     |
| 14 | EAJN16               | First Do No Farm                       | Prima di tutto la fattoria            | 27 luglio 2020                                   | 21 luglio 2022 (Disney+) 17 aprile 2023 (Italia 2) |
| 15 | EAJN05               | Roger Needs Dick                       | Roger ha bisogno di Dick              | 2 giugno 2020 (iTunes Store) 3 agosto 2020 (TBS) | 23 giugno 2021                                     |
| 16 | EAJN17               | The Old Country                        | Ritorno alle origini                  | 10 agosto 2020                                   | 24 giugno 2021                                     |
| 17 | EAJN18               | Businessly Brunette                    | La rivincita delle more               | 17 agosto 2020                                   | 25 giugno 2021                                     |
| 18 | EAJN19               | The Chilly Thrillies                   | Brividi sul collo                     | 24 agosto 2020                                   | 21 luglio 2022 (Disney+) 24 aprile 2023 (Italia 2) |
| 19 | EAJN20               | Dammmm, Stan!                          | Accidenti, Stan!                      | 31 agosto 2020                                   | 28 giugno 2021                                     |
| 20 | EAJN21               | The Last Ride of the Dodge City Ramble | L'ultima corsa del Dodge City Rambler | 7 settembre 2020                                 | 29 giugno 2021                                     |
| 21 | EAJN22               | 300                                    | 300                                   | 14 settembre 2020                                | 21 luglio 2022 (Disney+) 24 aprile 2023 (Italia 2) |
| 22 | EAJN08               | Yule. Tide. Repeat.                    | Il Natale perfetto di Stan            | 21 dicembre 2020                                 | 21 luglio 2022 (Disney+) 3 aprile 2023 (Italia 2)  |

## Il giorno dell'idiota
Quando Steve ha bisogno di far plastificare la sua tessera della biblioteca, Stan decide di andare a Little Colombia dove esistono i plastificatori più abili.

## Starboy
Stan rapisce The Weeknd per dare una lezione a Roger, ma questi ultimi due finiscono per scambiarsi i ruoli.
Guest star: The Weeknd (doppiato in italiano da Stefano Broccoletti)

## Una giornata con papà
Stan e Steve trascorrono insieme la loro giornata padre-figlio ma Stan non riesce a rilassarsi come dovrebbe e continua a pensare al lavoro.

## Un pesce, due pesci
Per dimostrare a una sua amica di non essere egoista, Hayley vuole aiutare Klaus ad ottenere la cittadinanza americana.

## Cadaveri squisiti
Jeff, Roger e Francine si sentono inferiori al resto della famiglia e decidono di mettersi in società per aprire un'attività che porti denaro e rispetto.

## Moglie trofeo, vita da trofeo
Francine esprime il desiderio di poter continuare a prendersi cura di Stan, ma presto si accorge che si tratta di un compito fin troppo impegnativo.

## Game Night
Nella serata dei giochi in famiglia Stan si offre volontario per affrontare il labirinto costruito da Bullock nel seminterrato della CIA.

## Dati americani?
Steve e i suoi amici vogliono farsi le protesi ai polpacci, ma per racimolare i soldi devono accettare di sottoporsi a un esperimento carcerario gestito da Roger.

## La studentessa svedese
Steve e i suoi amici fanno amicizia con Sllort, una studentessa svedese in scambio culturale con la loro scuola, e sono pronti a tutto pur di non perderla.

## Papà è un fantasma
La famiglia Smith assiste in diretta TV alla morte di Jack, evento che sconvolge Stan. L'unico modo per aiutarlo a superare il lutto sembra essere una seduta spiritica.

## Il matrimonio di Klaus
Klaus invita Stan, Roger e Jeff al suo addio al celibato, prima di sposarsi il successivo lunedì mattina con la misteriosa Shoshanna.

## Roger ha bisogno di Dick
Becky, uno dei personaggi di Roger, si innamora di Dick e trascorre tutto il tempo con lui.

## Ritorno alle origini
Steve vuole scoprire le proprie origini, e quindi ruba il DNA di Stan per scoprire da dove proviene.

## La rivincita delle more
Hayley decide di inseguire il proprio sogno di diventare una donna d'affari, nonostante Francine lo trovi ridicolo.

## Accidenti, Stan!
Stan e Francine cercano una nuova attività da fare in coppia. Francine spera di convincere il marito a pescare, ma Stan non è convinto.

## L'ultima corsa del Dodge City Rambler
Con l'occasione dell'ultima corsa del Dodge City Rambler, un treno d'epoca, gli Smith vanno a fare visita alla zia Karen.